# Surata
Surata (auch Šaratu; Übersetzung und Sprache des Namens sind unbekannt) war der Bürgermeister von Akka (das heutige Akkon) in der Amarna-Zeit um 1350 v. Chr. Er ist aus verschiedenen Amarna-Briefen bekannt. Bei den sogenannten Amarna-Briefen handelt es sich um die internationale Korrespondenz der Herrscher im Nahen Osten, die an den ägyptischen Königshof gerichtet war. Die Briefe sind auf Tontafeln in Keilschrift auf Akkadisch verfasst. Akkadisch war die internationale Sprache dieser Zeit. Die Briefe fanden sich durch Zufall am Ende des 19. Jahrhunderts in Amarna, das zur fraglichen Zeit die Hauptstadt Ägyptens war, und erhielten wegen des Fundortes ihren Namen. In den Briefen stellt sich die Levante als von Kleinfehden zerrissene Region dar. Die verschiedenen Stadtfürsten bitten den ägyptischen König um Beistand. Da die Briefe nicht datiert sind, bereitet es Schwierigkeiten, die Ereignisse in eine stimmige Abfolge zu bringen.
Surata war der Absender eines Briefe an den ägyptischen König. Der Brief EA 232 (moderne Nummerierung, EA steht für El-Amarna) ist kurz und beginnt mit der Anrede an den ägyptischen Herrscher, in der sich Surata ausgesprochen unterwürfig zeigt: ich werfe mich an die Füße des Königs, mein Herr, sieben Mal und sieben Mal. Surata war offensichtlich ein Vasall, ebenbürtige Herrscher bezeichneten sich gegenseitig als Bruder. Die eigentliche Nachricht im Brief ist sehr kurz und nicht voll verständlich. Anscheinend geht es um Fragen der Loyalität.
Brief EA 245 ist Teil eines Briefes auf zwei Tontafeln, nur die zweite Tontafel ist erhalten. Der Name des Absenders, der sich auf der ersten Tafel befand, ist mit dieser verloren. In dem erhaltenen Teil des  Briefes geht es um Lab'aia, der auch aus anderen Briefen als Agressor bekannt ist. Surata konnte ihn gefangen nehmen. Surata versprach ihn zum König von Ägypten zu senden, doch ließ er ihn daraufhin frei.
Surata wird noch in weiteren Briefen genannt. Brief EA 366 stammt von Šuwardata, vielleicht Bürgermeister von Qiltu. In dem Brief berichtet er von Krieg gegen die Apiru, und dass ihn alle Verbündeten verlassen hätten, nur Endaruta und Surata, Herrscher von Akka, würden ihm zur Hilfe kommen.
Brief EA 8 stammt von Burna-buriaš II., dem König von Babylon und ist an Echnaton gerichtet. Dort berichtet er, dass Surata einen Gesandten des babylonischen Herrschers habe töten lassen. EA 85 stammt dagegen von Rib-Addi, Fürst von Byblos, der Soldaten vom ägyptischen König fordert und auf Surata verweist, der solche Unterstützung erhalten habe.